# Mesure d'urgence
Pour plus de détails, voir Fiche technique et Distribution.
Mesure d'urgence ou Mesures extrêmes au Québec (Extreme Measures) est un film américain de Michael Apted, sorti en 1996. Il est tiré du roman du même nom de Michael Palmer, paru en 1991.

## Fiche technique
- Titres français : Mesure d'urgence
- Titre original : Extreme Measure
- Réalisation : Michael Apted
- Scénario : Tony Gilroy d'après le roman Pièges pour deux (Extreme Measure) de Michael Palmer
- Musique : Danny Elfman
- Photographie : John Bailey
- Montage : Rick Shaine
- Production : Elizabeth Hurley
- Sociétés de production : Castle Rock Entertainment & Simian Films
- Société de distribution : Columbia Pictures
- Pays de production :  États-Unis
- Langue : Anglais
- Format : Couleur - Dolby Digital - SDDS - 35 mm - 2.35:1
- Genre : Thriller
- Durée : 118 min
- Dates de sortie : 
  - États-Unis : 27 septembre 1996
  - France : 5 février 1997

## Distribution
- Hugh Grant (VF : Guillaume Orsat ; VQ : Jacques Lavallée) : le Dr Guy Luthan
- Gene Hackman (VF : Jacques Richard ; VQ : Yvon Thiboutot) : le Dr Lawrence Myrick
- Sarah Jessica Parker (VF : Chrystelle Labaude ; VQ : Linda Roy) : Jodie Trammel
- David Morse (VF : Patrice Keller ; VQ : Hubert Fielden) : l'agent du FBI Frank Hare
- Bill Nunn (VF : Med Hondo ; VQ : Pierre Chagnon) : l'inspecteur Bob Burke
- John Toles-Bey (VF : Pascal Nzonzi ; VQ : Manuel Tadros) : Bobby
- Paul Guilfoyle (VF : Georges Claisse ; VQ : Yves Corbeil) : le Dr Jeffrey Manko
- Debra Monk (VF : Maria Tamar ; VQ : Madeleine Arsenault) : la Dr Judith Gruszynski
- Shaun Austin-Olsen : Claude Minkins
- André De Shields : Teddy Dolson
- J. K. Simmons (VF : Jean-Claude Balard ; VQ : Vincent Davy) : le Dr Mingus
- Peter Appel (VF : Michel Mella ; VQ : Ronald France) : l'inspecteur Stone
- Diana Zimmer : Helen
- Nancy Beatty (VF : Maria Tamar) : Ruth Myrick
- Gerry Becker (VF : Vincent Grass) : le Dr Gene Spitelli
- D. Garnet Harding (VF : Patrick Mancini) : le médecin, aux urgences
- Simon Reynolds (VQ : François Godin) : Simon
- Peter Maloney (VF : Fernand Berset) : M. Randall
- Larissa Lapchinski (VF : Ninou Fratellini) : la fille de Myrick
- Ross Petty (VF : Jean-Claude Sachot) : le Dr Garlock
- Marcia DeBonis (VF : Isabelle Leprince) : Pam
- John Ventimiglia (VQ : Marc Bellier) : l'inspecteur Manning
- David Eisner (VF : Daniel Lafourcade) : l'avocat de Guy
- David Cronenberg (VF : Jean-Claude Sachot) : l'avocat de l'hôpital Gramercy

Légende : VF = Version Française et VQ = Version Québécoise